# Acanthomyops interjectus
Acanthomyops interjectus är en myrart som först beskrevs av Mayr 1866.  Acanthomyops interjectus ingår i släktet Acanthomyops och familjen myror. Inga underarter finns listade i Catalogue of Life.